# وینفرد نایتز
وینفرد نایتز (انگلیسی: Winifred Knights؛ ۵ ژوئن ۱۸۹۹ – ۷ فوریهٔ ۱۹۴۷) نقاش اهل بریتانیا بود. از تابلوهای مشهورش می‌توان «طوفان بزرگ» و «ازدواج در کانا» را نام برد. سبک او متأثر از کواتروچنتوی ایتالیایی بود و عناصری از هنر مدرن را نیز با خود داشت.
نایتز یکی از چند هنرمند بریتانیایی بود که در احیای تصویرگری دینی در دهه ۱۹۲۰ نقش داشتند.